# Lista di asteroidi (105001-106000)
Di seguito una lista di asteroidi dal numero 105001 al 106000 con data di scoperta e scopritore.

## 105001-105100
| Nome     | Designazione provvisoria | Data di scoperta | Scopritore   |
| -------- | ------------------------ | ---------------- | ------------ |
| 105001 - | 2000 KH5                 | 28 maggio 2000   | LINEAR       |
| 105002 - | 2000 KN5                 | 28 maggio 2000   | LINEAR       |
| 105003 - | 2000 KX5                 | 27 maggio 2000   | LINEAR       |
| 105004 - | 2000 KZ5                 | 27 maggio 2000   | LINEAR       |
| 105005 - | 2000 KR6                 | 27 maggio 2000   | LINEAR       |
| 105006 - | 2000 KP10                | 28 maggio 2000   | LINEAR       |
| 105007 - | 2000 KR10                | 28 maggio 2000   | LINEAR       |
| 105008 - | 2000 KZ10                | 28 maggio 2000   | LINEAR       |
| 105009 - | 2000 KA12                | 28 maggio 2000   | LINEAR       |
| 105010 - | 2000 KN12                | 28 maggio 2000   | LINEAR       |
| 105011 - | 2000 KW12                | 28 maggio 2000   | LINEAR       |
| 105012 - | 2000 KG13                | 28 maggio 2000   | LINEAR       |
| 105013 - | 2000 KH13                | 28 maggio 2000   | LINEAR       |
| 105014 - | 2000 KK13                | 28 maggio 2000   | LINEAR       |
| 105015 - | 2000 KL13                | 28 maggio 2000   | LINEAR       |
| 105016 - | 2000 KM13                | 28 maggio 2000   | LINEAR       |
| 105017 - | 2000 KT13                | 28 maggio 2000   | LINEAR       |
| 105018 - | 2000 KU15                | 28 maggio 2000   | LINEAR       |
| 105019 - | 2000 KK16                | 28 maggio 2000   | LINEAR       |
| 105020 - | 2000 KD17                | 28 maggio 2000   | LINEAR       |
| 105021 - | 2000 KR21                | 28 maggio 2000   | LINEAR       |
| 105022 - | 2000 KQ29                | 28 maggio 2000   | LINEAR       |
| 105023 - | 2000 KD30                | 28 maggio 2000   | LINEAR       |
| 105024 - | 2000 KH30                | 28 maggio 2000   | LINEAR       |
| 105025 - | 2000 KS30                | 28 maggio 2000   | LINEAR       |
| 105026 - | 2000 KX30                | 28 maggio 2000   | LINEAR       |
| 105027 - | 2000 KT31                | 28 maggio 2000   | LINEAR       |
| 105028 - | 2000 KM32                | 28 maggio 2000   | LINEAR       |
| 105029 - | 2000 KG33                | 28 maggio 2000   | LINEAR       |
| 105030 - | 2000 KB35                | 27 maggio 2000   | LINEAR       |
| 105031 - | 2000 KE35                | 27 maggio 2000   | LINEAR       |
| 105032 - | 2000 KJ36                | 27 maggio 2000   | LINEAR       |
| 105033 - | 2000 KU36                | 28 maggio 2000   | LINEAR       |
| 105034 - | 2000 KF37                | 24 maggio 2000   | Spacewatch   |
| 105035 - | 2000 KD38                | 24 maggio 2000   | Spacewatch   |
| 105036 - | 2000 KM39                | 24 maggio 2000   | Spacewatch   |
| 105037 - | 2000 KS39                | 24 maggio 2000   | Spacewatch   |
| 105038 - | 2000 KG40                | 26 maggio 2000   | Spacewatch   |
| 105039 - | 2000 KN40                | 30 maggio 2000   | Spacewatch   |
| 105040 - | 2000 KA41                | 27 maggio 2000   | LINEAR       |
| 105041 - | 2000 KO41                | 27 maggio 2000   | LINEAR       |
| 105042 - | 2000 KB42                | 27 maggio 2000   | LINEAR       |
| 105043 - | 2000 KH42                | 28 maggio 2000   | LINEAR       |
| 105044 - | 2000 KM42                | 28 maggio 2000   | LINEAR       |
| 105045 - | 2000 KH48                | 27 maggio 2000   | LINEAR       |
| 105046 - | 2000 KP48                | 27 maggio 2000   | LINEAR       |
| 105047 - | 2000 KG52                | 23 maggio 2000   | LONEOS       |
| 105048 - | 2000 KN52                | 24 maggio 2000   | LONEOS       |
| 105049 - | 2000 KB53                | 31 maggio 2000   | Spacewatch   |
| 105050 - | 2000 KV53                | 27 maggio 2000   | LONEOS       |
| 105051 - | 2000 KW53                | 27 maggio 2000   | LONEOS       |
| 105052 - | 2000 KD54                | 27 maggio 2000   | LONEOS       |
| 105053 - | 2000 KF54                | 27 maggio 2000   | LONEOS       |
| 105054 - | 2000 KV55                | 27 maggio 2000   | LINEAR       |
| 105055 - | 2000 KR57                | 24 maggio 2000   | LONEOS       |
| 105056 - | 2000 KR58                | 24 maggio 2000   | LONEOS       |
| 105057 - | 2000 KX60                | 25 maggio 2000   | LONEOS       |
| 105058 - | 2000 KH61                | 25 maggio 2000   | LONEOS       |
| 105059 - | 2000 KN61                | 25 maggio 2000   | LONEOS       |
| 105060 - | 2000 KT61                | 25 maggio 2000   | LONEOS       |
| 105061 - | 2000 KB62                | 26 maggio 2000   | LONEOS       |
| 105062 - | 2000 KE62                | 26 maggio 2000   | LONEOS       |
| 105063 - | 2000 KZ62                | 26 maggio 2000   | LONEOS       |
| 105064 - | 2000 KH63                | 26 maggio 2000   | LONEOS       |
| 105065 - | 2000 KO63                | 26 maggio 2000   | LONEOS       |
| 105066 - | 2000 KW63                | 26 maggio 2000   | LONEOS       |
| 105067 - | 2000 KA66                | 27 maggio 2000   | LONEOS       |
| 105068 - | 2000 KD66                | 27 maggio 2000   | LONEOS       |
| 105069 - | 2000 KQ66                | 28 maggio 2000   | LONEOS       |
| 105070 - | 2000 KV66                | 23 maggio 2000   | LONEOS       |
| 105071 - | 2000 KX66                | 30 maggio 2000   | LONEOS       |
| 105072 - | 2000 KY66                | 31 maggio 2000   | LONEOS       |
| 105073 - | 2000 KY67                | 30 maggio 2000   | Spacewatch   |
| 105074 - | 2000 KB68                | 30 maggio 2000   | LINEAR       |
| 105075 - | 2000 KS69                | 29 maggio 2000   | Spacewatch   |
| 105076 - | 2000 KF70                | 28 maggio 2000   | LINEAR       |
| 105077 - | 2000 KT70                | 28 maggio 2000   | Spacewatch   |
| 105078 - | 2000 KD71                | 28 maggio 2000   | LINEAR       |
| 105079 - | 2000 KV73                | 27 maggio 2000   | LINEAR       |
| 105080 - | 2000 KB74                | 27 maggio 2000   | LINEAR       |
| 105081 - | 2000 KF74                | 27 maggio 2000   | LINEAR       |
| 105082 - | 2000 KC75                | 27 maggio 2000   | LINEAR       |
| 105083 - | 2000 KF75                | 27 maggio 2000   | LINEAR       |
| 105084 - | 2000 KC76                | 27 maggio 2000   | LONEOS       |
| 105085 - | 2000 KH78                | 27 maggio 2000   | LINEAR       |
| 105086 - | 2000 KR78                | 27 maggio 2000   | LINEAR       |
| 105087 - | 2000 KB79                | 27 maggio 2000   | LINEAR       |
| 105088 - | 2000 KO81                | 25 maggio 2000   | LONEOS       |
| 105089 - | 2000 KY81                | 24 maggio 2000   | LONEOS       |
| 105090 - | 2000 KW82                | 26 maggio 2000   | LONEOS       |
| 105091 - | 2000 LO                  | 2 giugno 2000    | J. Broughton |
| 105092 - | 2000 LC1                 | 1 giugno 2000    | Črni Vrh     |
| 105093 - | 2000 LE1                 | 1 giugno 2000    | Črni Vrh     |
| 105094 - | 2000 LK1                 | 1 giugno 2000    | W. Bickel    |
| 105095 - | 2000 LQ1                 | 1 giugno 2000    | W. Bickel    |
| 105096 - | 2000 LY2                 | 4 giugno 2000    | LINEAR       |
| 105097 - | 2000 LL3                 | 4 giugno 2000    | LINEAR       |
| 105098 - | 2000 LA6                 | 4 giugno 2000    | Spacewatch   |
| 105099 - | 2000 LC7                 | 5 giugno 2000    | Spacewatch   |
| 105100 - | 2000 LD9                 | 5 giugno 2000    | LINEAR       |

## 105101-105200
| Nome     | Designazione provvisoria | Data di scoperta | Scopritore     |
| -------- | ------------------------ | ---------------- | -------------- |
| 105101 - | 2000 LL9                 | 5 giugno 2000    | LINEAR         |
| 105102 - | 2000 LA11                | 4 giugno 2000    | LINEAR         |
| 105103 - | 2000 LD11                | 4 giugno 2000    | LINEAR         |
| 105104 - | 2000 LJ11                | 4 giugno 2000    | LINEAR         |
| 105105 - | 2000 LH14                | 6 giugno 2000    | LINEAR         |
| 105106 - | 2000 LS14                | 7 giugno 2000    | LINEAR         |
| 105107 - | 2000 LY14                | 2 giugno 2000    | R. H. McNaught |
| 105108 - | 2000 LS15                | 7 giugno 2000    | Spacewatch     |
| 105109 - | 2000 LX15                | 1 giugno 2000    | LONEOS         |
| 105110 - | 2000 LT16                | 4 giugno 2000    | LINEAR         |
| 105111 - | 2000 LP19                | 8 giugno 2000    | LINEAR         |
| 105112 - | 2000 LS19                | 8 giugno 2000    | LINEAR         |
| 105113 - | 2000 LX20                | 8 giugno 2000    | LINEAR         |
| 105114 - | 2000 LS21                | 8 giugno 2000    | LINEAR         |
| 105115 - | 2000 LA22                | 8 giugno 2000    | LINEAR         |
| 105116 - | 2000 LN22                | 6 giugno 2000    | Spacewatch     |
| 105117 - | 2000 LA24                | 1 giugno 2000    | LINEAR         |
| 105118 - | 2000 LH24                | 1 giugno 2000    | LINEAR         |
| 105119 - | 2000 LH26                | 1 giugno 2000    | LINEAR         |
| 105120 - | 2000 LJ26                | 1 giugno 2000    | LINEAR         |
| 105121 - | 2000 LS31                | 5 giugno 2000    | LONEOS         |
| 105122 - | 2000 LV31                | 5 giugno 2000    | LONEOS         |
| 105123 - | 2000 LZ34                | 1 giugno 2000    | Spacewatch     |
| 105124 - | 2000 LC35                | 1 giugno 2000    | NEAT           |
| 105125 - | 2000 LO36                | 1 giugno 2000    | NEAT           |
| 105126 - | 2000 ME1                 | 24 giugno 2000   | LINEAR         |
| 105127 - | 2000 MH1                 | 25 giugno 2000   | LINEAR         |
| 105128 - | 2000 MW1                 | 27 giugno 2000   | J. Broughton   |
| 105129 - | 2000 MH2                 | 29 giugno 2000   | J. Broughton   |
| 105130 - | 2000 MJ2                 | 24 giugno 2000   | NEAT           |
| 105131 - | 2000 MD3                 | 29 giugno 2000   | G. Hug         |
| 105132 - | 2000 MJ3                 | 24 giugno 2000   | Spacewatch     |
| 105133 - | 2000 NA                  | 1 luglio 2000    | Spacewatch     |
| 105134 - | 2000 NS1                 | 3 luglio 2000    | Spacewatch     |
| 105135 - | 2000 NT1                 | 4 luglio 2000    | Spacewatch     |
| 105136 - | 2000 NB4                 | 3 luglio 2000    | Spacewatch     |
| 105137 - | 2000 NA6                 | 8 luglio 2000    | BATTeRS        |
| 105138 - | 2000 NP6                 | 4 luglio 2000    | Spacewatch     |
| 105139 - | 2000 NA7                 | 4 luglio 2000    | Spacewatch     |
| 105140 - | 2000 NL10                | 10 luglio 2000   | LINEAR         |
| 105141 - | 2000 NF11                | 7 luglio 2000    | LINEAR         |
| 105142 - | 2000 NA12                | 4 luglio 2000    | LONEOS         |
| 105143 - | 2000 NJ12                | 5 luglio 2000    | LONEOS         |
| 105144 - | 2000 NR12                | 5 luglio 2000    | LONEOS         |
| 105145 - | 2000 NP14                | 5 luglio 2000    | LONEOS         |
| 105146 - | 2000 NB15                | 5 luglio 2000    | LONEOS         |
| 105147 - | 2000 NH15                | 5 luglio 2000    | LONEOS         |
| 105148 - | 2000 NL17                | 5 luglio 2000    | LONEOS         |
| 105149 - | 2000 NA19                | 5 luglio 2000    | LONEOS         |
| 105150 - | 2000 NB20                | 5 luglio 2000    | LONEOS         |
| 105151 - | 2000 NQ22                | 7 luglio 2000    | LONEOS         |
| 105152 - | 2000 NV24                | 4 luglio 2000    | LONEOS         |
| 105153 - | 2000 NS25                | 4 luglio 2000    | LONEOS         |
| 105154 - | 2000 NA26                | 4 luglio 2000    | LONEOS         |
| 105155 - | 2000 NG26                | 4 luglio 2000    | LONEOS         |
| 105156 - | 2000 NW26                | 4 luglio 2000    | LONEOS         |
| 105157 - | 2000 NA28                | 3 luglio 2000    | LINEAR         |
| 105158 - | 2000 OL                  | 23 luglio 2000   | LINEAR         |
| 105159 - | 2000 OQ5                 | 24 luglio 2000   | LINEAR         |
| 105160 - | 2000 OU5                 | 24 luglio 2000   | LINEAR         |
| 105161 - | 2000 OA6                 | 24 luglio 2000   | LINEAR         |
| 105162 - | 2000 OZ8                 | 31 luglio 2000   | LINEAR         |
| 105163 - | 2000 OW11                | 23 luglio 2000   | LINEAR         |
| 105164 - | 2000 OM12                | 23 luglio 2000   | LINEAR         |
| 105165 - | 2000 OQ12                | 23 luglio 2000   | LINEAR         |
| 105166 - | 2000 OU12                | 23 luglio 2000   | LINEAR         |
| 105167 - | 2000 OT13                | 23 luglio 2000   | LINEAR         |
| 105168 - | 2000 OU14                | 23 luglio 2000   | LINEAR         |
| 105169 - | 2000 OC15                | 23 luglio 2000   | LINEAR         |
| 105170 - | 2000 OK15                | 23 luglio 2000   | LINEAR         |
| 105171 - | 2000 OA19                | 23 luglio 2000   | LINEAR         |
| 105172 - | 2000 OS20                | 31 luglio 2000   | LINEAR         |
| 105173 - | 2000 OJ22                | 30 luglio 2000   | LINEAR         |
| 105174 - | 2000 OK22                | 31 luglio 2000   | LINEAR         |
| 105175 - | 2000 OO22                | 31 luglio 2000   | LINEAR         |
| 105176 - | 2000 OW25                | 23 luglio 2000   | LINEAR         |
| 105177 - | 2000 OA27                | 23 luglio 2000   | LINEAR         |
| 105178 - | 2000 ON27                | 23 luglio 2000   | LINEAR         |
| 105179 - | 2000 OP28                | 30 luglio 2000   | LINEAR         |
| 105180 - | 2000 OK29                | 30 luglio 2000   | LINEAR         |
| 105181 - | 2000 OS29                | 30 luglio 2000   | LINEAR         |
| 105182 - | 2000 OF30                | 30 luglio 2000   | LINEAR         |
| 105183 - | 2000 OO30                | 30 luglio 2000   | LINEAR         |
| 105184 - | 2000 OZ30                | 30 luglio 2000   | LINEAR         |
| 105185 - | 2000 OG31                | 30 luglio 2000   | LINEAR         |
| 105186 - | 2000 OO31                | 30 luglio 2000   | LINEAR         |
| 105187 - | 2000 OC33                | 30 luglio 2000   | LINEAR         |
| 105188 - | 2000 OR33                | 30 luglio 2000   | LINEAR         |
| 105189 - | 2000 OW34                | 30 luglio 2000   | LINEAR         |
| 105190 - | 2000 OZ34                | 30 luglio 2000   | LINEAR         |
| 105191 - | 2000 ON35                | 31 luglio 2000   | LINEAR         |
| 105192 - | 2000 OV37                | 30 luglio 2000   | LINEAR         |
| 105193 - | 2000 OY37                | 30 luglio 2000   | LINEAR         |
| 105194 - | 2000 OA38                | 30 luglio 2000   | LINEAR         |
| 105195 - | 2000 OD38                | 30 luglio 2000   | LINEAR         |
| 105196 - | 2000 OT38                | 30 luglio 2000   | LINEAR         |
| 105197 - | 2000 OY38                | 30 luglio 2000   | LINEAR         |
| 105198 - | 2000 OO39                | 30 luglio 2000   | LINEAR         |
| 105199 - | 2000 OR39                | 30 luglio 2000   | LINEAR         |
| 105200 - | 2000 OD40                | 30 luglio 2000   | LINEAR         |

## 105201-105300
| Nome            | Designazione provvisoria | Data di scoperta | Scopritore     |
| --------------- | ------------------------ | ---------------- | -------------- |
| 105201 -        | 2000 OG40                | 30 luglio 2000   | LINEAR         |
| 105202 -        | 2000 OJ40                | 30 luglio 2000   | LINEAR         |
| 105203 -        | 2000 OV41                | 30 luglio 2000   | LINEAR         |
| 105204 -        | 2000 OF42                | 30 luglio 2000   | LINEAR         |
| 105205 -        | 2000 OV43                | 30 luglio 2000   | LINEAR         |
| 105206 -        | 2000 OB44                | 30 luglio 2000   | LINEAR         |
| 105207 -        | 2000 OL46                | 31 luglio 2000   | LINEAR         |
| 105208 -        | 2000 OH48                | 31 luglio 2000   | LINEAR         |
| 105209 -        | 2000 OU48                | 31 luglio 2000   | LINEAR         |
| 105210 -        | 2000 OK52                | 30 luglio 2000   | LINEAR         |
| 105211 Sanden   | 2000 OM52                | 29 luglio 2000   | R. H. McNaught |
| 105212 -        | 2000 OP52                | 31 luglio 2000   | LINEAR         |
| 105213 -        | 2000 OV52                | 31 luglio 2000   | LINEAR         |
| 105214 -        | 2000 OL56                | 29 luglio 2000   | LONEOS         |
| 105215 -        | 2000 OR56                | 29 luglio 2000   | LONEOS         |
| 105216 -        | 2000 OS56                | 29 luglio 2000   | LONEOS         |
| 105217 -        | 2000 OX56                | 29 luglio 2000   | LONEOS         |
| 105218 -        | 2000 OJ57                | 29 luglio 2000   | LONEOS         |
| 105219 -        | 2000 ON57                | 29 luglio 2000   | LONEOS         |
| 105220 -        | 2000 OV58                | 29 luglio 2000   | LONEOS         |
| 105221 -        | 2000 OU60                | 29 luglio 2000   | LONEOS         |
| 105222 Oscarsaa | 2000 OS69                | 31 luglio 2000   | M. W. Buie     |
| 105223 -        | 2000 PJ                  | 1 agosto 2000    | W. Bickel      |
| 105224 -        | 2000 PB1                 | 1 agosto 2000    | LINEAR         |
| 105225 -        | 2000 PF1                 | 1 agosto 2000    | LINEAR         |
| 105226 -        | 2000 PS2                 | 2 agosto 2000    | LINEAR         |
| 105227 -        | 2000 PO5                 | 5 agosto 2000    | P. G. Comba    |
| 105228 -        | 2000 PW5                 | 4 agosto 2000    | W. Bickel      |
| 105229 -        | 2000 PY7                 | 3 agosto 2000    | LINEAR         |
| 105230 -        | 2000 PC10                | 1 agosto 2000    | LINEAR         |
| 105231 -        | 2000 PJ10                | 1 agosto 2000    | LINEAR         |
| 105232 -        | 2000 PL11                | 1 agosto 2000    | LINEAR         |
| 105233 -        | 2000 PL12                | 2 agosto 2000    | LINEAR         |
| 105234 -        | 2000 PB13                | 10 agosto 2000   | LINEAR         |
| 105235 -        | 2000 PP13                | 1 agosto 2000    | LINEAR         |
| 105236 -        | 2000 PE20                | 1 agosto 2000    | LINEAR         |
| 105237 -        | 2000 PF20                | 1 agosto 2000    | LINEAR         |
| 105238 -        | 2000 PC21                | 1 agosto 2000    | LINEAR         |
| 105239 -        | 2000 PD21                | 1 agosto 2000    | LINEAR         |
| 105240 -        | 2000 PA22                | 1 agosto 2000    | LINEAR         |
| 105241 -        | 2000 PT24                | 3 agosto 2000    | LINEAR         |
| 105242 -        | 2000 PY24                | 3 agosto 2000    | LINEAR         |
| 105243 -        | 2000 PB26                | 4 agosto 2000    | NEAT           |
| 105244 -        | 2000 PC26                | 5 agosto 2000    | NEAT           |
| 105245 -        | 2000 PO27                | 3 agosto 2000    | Spacewatch     |
| 105246 -        | 2000 QH2                 | 24 agosto 2000   | LINEAR         |
| 105247 -        | 2000 QH3                 | 24 agosto 2000   | LINEAR         |
| 105248 -        | 2000 QM3                 | 24 agosto 2000   | LINEAR         |
| 105249 -        | 2000 QB4                 | 24 agosto 2000   | LINEAR         |
| 105250 -        | 2000 QJ6                 | 24 agosto 2000   | Starkenburg    |
| 105251 -        | 2000 QP6                 | 24 agosto 2000   | S. Sposetti    |
| 105252 -        | 2000 QD7                 | 24 agosto 2000   | LINEAR         |
| 105253 -        | 2000 QF10                | 24 agosto 2000   | LINEAR         |
| 105254 -        | 2000 QQ10                | 24 agosto 2000   | LINEAR         |
| 105255 -        | 2000 QR10                | 24 agosto 2000   | LINEAR         |
| 105256 -        | 2000 QQ11                | 24 agosto 2000   | LINEAR         |
| 105257 -        | 2000 QD13                | 24 agosto 2000   | LINEAR         |
| 105258 -        | 2000 QM13                | 24 agosto 2000   | LINEAR         |
| 105259 -        | 2000 QU13                | 24 agosto 2000   | LINEAR         |
| 105260 -        | 2000 QC14                | 24 agosto 2000   | LINEAR         |
| 105261 -        | 2000 QS14                | 24 agosto 2000   | LINEAR         |
| 105262 -        | 2000 QH15                | 24 agosto 2000   | LINEAR         |
| 105263 -        | 2000 QG17                | 24 agosto 2000   | LINEAR         |
| 105264 -        | 2000 QE18                | 24 agosto 2000   | LINEAR         |
| 105265 -        | 2000 QQ18                | 24 agosto 2000   | LINEAR         |
| 105266 -        | 2000 QC21                | 24 agosto 2000   | LINEAR         |
| 105267 -        | 2000 QB22                | 24 agosto 2000   | LINEAR         |
| 105268 -        | 2000 QK22                | 25 agosto 2000   | LINEAR         |
| 105269 -        | 2000 QV23                | 25 agosto 2000   | LINEAR         |
| 105270 -        | 2000 QF24                | 25 agosto 2000   | LINEAR         |
| 105271 -        | 2000 QN24                | 25 agosto 2000   | LINEAR         |
| 105272 -        | 2000 QD25                | 26 agosto 2000   | L. Ball        |
| 105273 -        | 2000 QW25                | 26 agosto 2000   | LINEAR         |
| 105274 -        | 2000 QL27                | 24 agosto 2000   | LINEAR         |
| 105275 -        | 2000 QA28                | 24 agosto 2000   | LINEAR         |
| 105276 -        | 2000 QO30                | 25 agosto 2000   | LINEAR         |
| 105277 -        | 2000 QE33                | 26 agosto 2000   | LINEAR         |
| 105278 -        | 2000 QK33                | 26 agosto 2000   | LINEAR         |
| 105279 -        | 2000 QQ33                | 26 agosto 2000   | LINEAR         |
| 105280 -        | 2000 QD35                | 28 agosto 2000   | P. Kušnirák    |
| 105281 -        | 2000 QH36                | 24 agosto 2000   | LINEAR         |
| 105282 -        | 2000 QK36                | 24 agosto 2000   | LINEAR         |
| 105283 -        | 2000 QQ38                | 24 agosto 2000   | LINEAR         |
| 105284 -        | 2000 QJ40                | 24 agosto 2000   | LINEAR         |
| 105285 -        | 2000 QD42                | 24 agosto 2000   | LINEAR         |
| 105286 -        | 2000 QG42                | 24 agosto 2000   | LINEAR         |
| 105287 -        | 2000 QF44                | 24 agosto 2000   | LINEAR         |
| 105288 -        | 2000 QL44                | 24 agosto 2000   | LINEAR         |
| 105289 -        | 2000 QH46                | 24 agosto 2000   | LINEAR         |
| 105290 -        | 2000 QX47                | 24 agosto 2000   | LINEAR         |
| 105291 -        | 2000 QY47                | 24 agosto 2000   | LINEAR         |
| 105292 -        | 2000 QP49                | 24 agosto 2000   | LINEAR         |
| 105293 -        | 2000 QY49                | 24 agosto 2000   | LINEAR         |
| 105294 -        | 2000 QG50                | 24 agosto 2000   | LINEAR         |
| 105295 -        | 2000 QN50                | 24 agosto 2000   | LINEAR         |
| 105296 -        | 2000 QM51                | 24 agosto 2000   | LINEAR         |
| 105297 -        | 2000 QA53                | 24 agosto 2000   | LINEAR         |
| 105298 -        | 2000 QZ53                | 25 agosto 2000   | LINEAR         |
| 105299 -        | 2000 QU54                | 25 agosto 2000   | LINEAR         |
| 105300 -        | 2000 QL55                | 25 agosto 2000   | LINEAR         |

## 105301-105400
| Nome     | Designazione provvisoria | Data di scoperta | Scopritore               |
| -------- | ------------------------ | ---------------- | ------------------------ |
| 105301 - | 2000 QS55                | 25 agosto 2000   | LINEAR                   |
| 105302 - | 2000 QF57                | 26 agosto 2000   | LINEAR                   |
| 105303 - | 2000 QV57                | 26 agosto 2000   | LINEAR                   |
| 105304 - | 2000 QY58                | 26 agosto 2000   | LINEAR                   |
| 105305 - | 2000 QN60                | 26 agosto 2000   | LINEAR                   |
| 105306 - | 2000 QS60                | 26 agosto 2000   | LINEAR                   |
| 105307 - | 2000 QT60                | 26 agosto 2000   | LINEAR                   |
| 105308 - | 2000 QY63                | 28 agosto 2000   | LINEAR                   |
| 105309 - | 2000 QX65                | 28 agosto 2000   | LINEAR                   |
| 105310 - | 2000 QM67                | 28 agosto 2000   | LINEAR                   |
| 105311 - | 2000 QL70                | 28 agosto 2000   | LINEAR                   |
| 105312 - | 2000 QC71                | 30 agosto 2000   | J. Dellinger, C. Gustava |
| 105313 - | 2000 QV71                | 24 agosto 2000   | LINEAR                   |
| 105314 - | 2000 QC72                | 24 agosto 2000   | LINEAR                   |
| 105315 - | 2000 QY72                | 24 agosto 2000   | LINEAR                   |
| 105316 - | 2000 QN73                | 24 agosto 2000   | LINEAR                   |
| 105317 - | 2000 QU74                | 24 agosto 2000   | LINEAR                   |
| 105318 - | 2000 QB75                | 24 agosto 2000   | LINEAR                   |
| 105319 - | 2000 QL75                | 24 agosto 2000   | LINEAR                   |
| 105320 - | 2000 QP75                | 24 agosto 2000   | LINEAR                   |
| 105321 - | 2000 QY75                | 24 agosto 2000   | LINEAR                   |
| 105322 - | 2000 QD76                | 24 agosto 2000   | LINEAR                   |
| 105323 - | 2000 QQ78                | 24 agosto 2000   | LINEAR                   |
| 105324 - | 2000 QM81                | 24 agosto 2000   | LINEAR                   |
| 105325 - | 2000 QH82                | 24 agosto 2000   | LINEAR                   |
| 105326 - | 2000 QS82                | 24 agosto 2000   | LINEAR                   |
| 105327 - | 2000 QF83                | 24 agosto 2000   | LINEAR                   |
| 105328 - | 2000 QS83                | 24 agosto 2000   | LINEAR                   |
| 105329 - | 2000 QA84                | 24 agosto 2000   | LINEAR                   |
| 105330 - | 2000 QG84                | 24 agosto 2000   | LINEAR                   |
| 105331 - | 2000 QK84                | 25 agosto 2000   | LINEAR                   |
| 105332 - | 2000 QR84                | 25 agosto 2000   | LINEAR                   |
| 105333 - | 2000 QH85                | 25 agosto 2000   | LINEAR                   |
| 105334 - | 2000 QQ85                | 25 agosto 2000   | LINEAR                   |
| 105335 - | 2000 QZ85                | 25 agosto 2000   | LINEAR                   |
| 105336 - | 2000 QC86                | 25 agosto 2000   | LINEAR                   |
| 105337 - | 2000 QR86                | 25 agosto 2000   | LINEAR                   |
| 105338 - | 2000 QD89                | 25 agosto 2000   | LINEAR                   |
| 105339 - | 2000 QL91                | 25 agosto 2000   | LINEAR                   |
| 105340 - | 2000 QC93                | 25 agosto 2000   | LINEAR                   |
| 105341 - | 2000 QY93                | 26 agosto 2000   | LINEAR                   |
| 105342 - | 2000 QE94                | 26 agosto 2000   | LINEAR                   |
| 105343 - | 2000 QJ94                | 26 agosto 2000   | LINEAR                   |
| 105344 - | 2000 QM94                | 26 agosto 2000   | LINEAR                   |
| 105345 - | 2000 QG95                | 26 agosto 2000   | LINEAR                   |
| 105346 - | 2000 QN96                | 28 agosto 2000   | LINEAR                   |
| 105347 - | 2000 QB98                | 28 agosto 2000   | LINEAR                   |
| 105348 - | 2000 QH99                | 28 agosto 2000   | LINEAR                   |
| 105349 - | 2000 QC100               | 28 agosto 2000   | LINEAR                   |
| 105350 - | 2000 QN100               | 28 agosto 2000   | LINEAR                   |
| 105351 - | 2000 QV101               | 28 agosto 2000   | LINEAR                   |
| 105352 - | 2000 QB104               | 28 agosto 2000   | LINEAR                   |
| 105353 - | 2000 QN105               | 28 agosto 2000   | LINEAR                   |
| 105354 - | 2000 QF107               | 29 agosto 2000   | LINEAR                   |
| 105355 - | 2000 QD108               | 29 agosto 2000   | LINEAR                   |
| 105356 - | 2000 QF108               | 29 agosto 2000   | LINEAR                   |
| 105357 - | 2000 QF109               | 29 agosto 2000   | LINEAR                   |
| 105358 - | 2000 QO110               | 24 agosto 2000   | LINEAR                   |
| 105359 - | 2000 QS110               | 24 agosto 2000   | LINEAR                   |
| 105360 - | 2000 QU110               | 24 agosto 2000   | LINEAR                   |
| 105361 - | 2000 QG112               | 24 agosto 2000   | LINEAR                   |
| 105362 - | 2000 QT112               | 24 agosto 2000   | LINEAR                   |
| 105363 - | 2000 QK115               | 25 agosto 2000   | LINEAR                   |
| 105364 - | 2000 QM116               | 28 agosto 2000   | LINEAR                   |
| 105365 - | 2000 QY117               | 25 agosto 2000   | LINEAR                   |
| 105366 - | 2000 QZ121               | 25 agosto 2000   | LINEAR                   |
| 105367 - | 2000 QO123               | 25 agosto 2000   | LINEAR                   |
| 105368 - | 2000 QG124               | 26 agosto 2000   | LINEAR                   |
| 105369 - | 2000 QW125               | 31 agosto 2000   | LINEAR                   |
| 105370 - | 2000 QY125               | 31 agosto 2000   | LINEAR                   |
| 105371 - | 2000 QD126               | 31 agosto 2000   | LINEAR                   |
| 105372 - | 2000 QF127               | 24 agosto 2000   | LINEAR                   |
| 105373 - | 2000 QG127               | 24 agosto 2000   | LINEAR                   |
| 105374 - | 2000 QG128               | 24 agosto 2000   | LINEAR                   |
| 105375 - | 2000 QC129               | 26 agosto 2000   | LINEAR                   |
| 105376 - | 2000 QK129               | 31 agosto 2000   | LINEAR                   |
| 105377 - | 2000 QA130               | 31 agosto 2000   | LINEAR                   |
| 105378 - | 2000 QF130               | 31 agosto 2000   | LINEAR                   |
| 105379 - | 2000 QR130               | 31 agosto 2000   | P. G. Comba              |
| 105380 - | 2000 QK131               | 24 agosto 2000   | LINEAR                   |
| 105381 - | 2000 QO131               | 24 agosto 2000   | LINEAR                   |
| 105382 - | 2000 QP132               | 26 agosto 2000   | LINEAR                   |
| 105383 - | 2000 QT133               | 26 agosto 2000   | LINEAR                   |
| 105384 - | 2000 QO136               | 29 agosto 2000   | LINEAR                   |
| 105385 - | 2000 QZ137               | 31 agosto 2000   | LINEAR                   |
| 105386 - | 2000 QC138               | 31 agosto 2000   | LINEAR                   |
| 105387 - | 2000 QL138               | 31 agosto 2000   | LINEAR                   |
| 105388 - | 2000 QO138               | 31 agosto 2000   | LINEAR                   |
| 105389 - | 2000 QT138               | 31 agosto 2000   | LINEAR                   |
| 105390 - | 2000 QZ138               | 31 agosto 2000   | LINEAR                   |
| 105391 - | 2000 QA139               | 31 agosto 2000   | LINEAR                   |
| 105392 - | 2000 QB140               | 31 agosto 2000   | LINEAR                   |
| 105393 - | 2000 QT141               | 31 agosto 2000   | LINEAR                   |
| 105394 - | 2000 QU141               | 31 agosto 2000   | LINEAR                   |
| 105395 - | 2000 QD142               | 31 agosto 2000   | LINEAR                   |
| 105396 - | 2000 QN142               | 31 agosto 2000   | LINEAR                   |
| 105397 - | 2000 QA143               | 31 agosto 2000   | LINEAR                   |
| 105398 - | 2000 QX143               | 31 agosto 2000   | LINEAR                   |
| 105399 - | 2000 QG144               | 31 agosto 2000   | LINEAR                   |
| 105400 - | 2000 QJ144               | 31 agosto 2000   | LINEAR                   |

## 105401-105500
| Nome     | Designazione provvisoria | Data di scoperta | Scopritore                  |
| -------- | ------------------------ | ---------------- | --------------------------- |
| 105401 - | 2000 QM144               | 31 agosto 2000   | LINEAR                      |
| 105402 - | 2000 QZ144               | 31 agosto 2000   | LINEAR                      |
| 105403 - | 2000 QU145               | 31 agosto 2000   | LINEAR                      |
| 105404 - | 2000 QZ145               | 31 agosto 2000   | LINEAR                      |
| 105405 - | 2000 QM148               | 27 agosto 2000   | Uppsala-DLR Asteroid Survey |
| 105406 - | 2000 QN150               | 25 agosto 2000   | LINEAR                      |
| 105407 - | 2000 QE153               | 29 agosto 2000   | LINEAR                      |
| 105408 - | 2000 QO153               | 29 agosto 2000   | LINEAR                      |
| 105409 - | 2000 QX153               | 29 agosto 2000   | LINEAR                      |
| 105410 - | 2000 QL154               | 31 agosto 2000   | LINEAR                      |
| 105411 - | 2000 QQ154               | 31 agosto 2000   | LINEAR                      |
| 105412 - | 2000 QY154               | 31 agosto 2000   | LINEAR                      |
| 105413 - | 2000 QF155               | 31 agosto 2000   | LINEAR                      |
| 105414 - | 2000 QA159               | 31 agosto 2000   | LINEAR                      |
| 105415 - | 2000 QW159               | 31 agosto 2000   | LINEAR                      |
| 105416 - | 2000 QY161               | 31 agosto 2000   | LINEAR                      |
| 105417 - | 2000 QL163               | 31 agosto 2000   | LINEAR                      |
| 105418 - | 2000 QR164               | 31 agosto 2000   | LINEAR                      |
| 105419 - | 2000 QR165               | 31 agosto 2000   | LINEAR                      |
| 105420 - | 2000 QB167               | 31 agosto 2000   | LINEAR                      |
| 105421 - | 2000 QL167               | 31 agosto 2000   | LINEAR                      |
| 105422 - | 2000 QW167               | 31 agosto 2000   | LINEAR                      |
| 105423 - | 2000 QA168               | 31 agosto 2000   | LINEAR                      |
| 105424 - | 2000 QD173               | 31 agosto 2000   | LINEAR                      |
| 105425 - | 2000 QF173               | 31 agosto 2000   | LINEAR                      |
| 105426 - | 2000 QK173               | 31 agosto 2000   | LINEAR                      |
| 105427 - | 2000 QL173               | 31 agosto 2000   | LINEAR                      |
| 105428 - | 2000 QT173               | 31 agosto 2000   | LINEAR                      |
| 105429 - | 2000 QN174               | 31 agosto 2000   | LINEAR                      |
| 105430 - | 2000 QR174               | 31 agosto 2000   | LINEAR                      |
| 105431 - | 2000 QH176               | 31 agosto 2000   | LINEAR                      |
| 105432 - | 2000 QJ176               | 31 agosto 2000   | LINEAR                      |
| 105433 - | 2000 QN176               | 31 agosto 2000   | LINEAR                      |
| 105434 - | 2000 QA177               | 31 agosto 2000   | LINEAR                      |
| 105435 - | 2000 QJ177               | 31 agosto 2000   | LINEAR                      |
| 105436 - | 2000 QS177               | 31 agosto 2000   | LINEAR                      |
| 105437 - | 2000 QR178               | 31 agosto 2000   | LINEAR                      |
| 105438 - | 2000 QD179               | 31 agosto 2000   | LINEAR                      |
| 105439 - | 2000 QM179               | 31 agosto 2000   | LINEAR                      |
| 105440 - | 2000 QF180               | 31 agosto 2000   | LINEAR                      |
| 105441 - | 2000 QU180               | 31 agosto 2000   | LINEAR                      |
| 105442 - | 2000 QW180               | 31 agosto 2000   | LINEAR                      |
| 105443 - | 2000 QY180               | 31 agosto 2000   | LINEAR                      |
| 105444 - | 2000 QU182               | 31 agosto 2000   | LINEAR                      |
| 105445 - | 2000 QW182               | 24 agosto 2000   | LINEAR                      |
| 105446 - | 2000 QS183               | 26 agosto 2000   | LINEAR                      |
| 105447 - | 2000 QU183               | 26 agosto 2000   | LINEAR                      |
| 105448 - | 2000 QZ190               | 26 agosto 2000   | LINEAR                      |
| 105449 - | 2000 QA191               | 26 agosto 2000   | LINEAR                      |
| 105450 - | 2000 QE191               | 26 agosto 2000   | LINEAR                      |
| 105451 - | 2000 QZ192               | 28 agosto 2000   | LINEAR                      |
| 105452 - | 2000 QB193               | 29 agosto 2000   | LINEAR                      |
| 105453 - | 2000 QX194               | 26 agosto 2000   | LINEAR                      |
| 105454 - | 2000 QP195               | 26 agosto 2000   | LINEAR                      |
| 105455 - | 2000 QJ197               | 29 agosto 2000   | LINEAR                      |
| 105456 - | 2000 QK197               | 29 agosto 2000   | LINEAR                      |
| 105457 - | 2000 QG198               | 29 agosto 2000   | LINEAR                      |
| 105458 - | 2000 QN199               | 29 agosto 2000   | LINEAR                      |
| 105459 - | 2000 QX199               | 29 agosto 2000   | LINEAR                      |
| 105460 - | 2000 QV201               | 29 agosto 2000   | LINEAR                      |
| 105461 - | 2000 QH205               | 31 agosto 2000   | LINEAR                      |
| 105462 - | 2000 QG206               | 31 agosto 2000   | LINEAR                      |
| 105463 - | 2000 QT206               | 31 agosto 2000   | LINEAR                      |
| 105464 - | 2000 QD207               | 31 agosto 2000   | LINEAR                      |
| 105465 - | 2000 QO207               | 31 agosto 2000   | LINEAR                      |
| 105466 - | 2000 QP207               | 31 agosto 2000   | LINEAR                      |
| 105467 - | 2000 QD208               | 31 agosto 2000   | LINEAR                      |
| 105468 - | 2000 QF208               | 31 agosto 2000   | LINEAR                      |
| 105469 - | 2000 QA209               | 31 agosto 2000   | LINEAR                      |
| 105470 - | 2000 QE209               | 31 agosto 2000   | LINEAR                      |
| 105471 - | 2000 QP209               | 31 agosto 2000   | LINEAR                      |
| 105472 - | 2000 QG210               | 31 agosto 2000   | LINEAR                      |
| 105473 - | 2000 QA211               | 31 agosto 2000   | LINEAR                      |
| 105474 - | 2000 QJ211               | 31 agosto 2000   | LINEAR                      |
| 105475 - | 2000 QK211               | 31 agosto 2000   | LINEAR                      |
| 105476 - | 2000 QM211               | 31 agosto 2000   | LINEAR                      |
| 105477 - | 2000 QO213               | 31 agosto 2000   | LINEAR                      |
| 105478 - | 2000 QS213               | 31 agosto 2000   | LINEAR                      |
| 105479 - | 2000 QO214               | 31 agosto 2000   | LINEAR                      |
| 105480 - | 2000 QF215               | 31 agosto 2000   | LINEAR                      |
| 105481 - | 2000 QB216               | 31 agosto 2000   | LINEAR                      |
| 105482 - | 2000 QJ216               | 31 agosto 2000   | LINEAR                      |
| 105483 - | 2000 QK216               | 31 agosto 2000   | LINEAR                      |
| 105484 - | 2000 QV216               | 31 agosto 2000   | LINEAR                      |
| 105485 - | 2000 QW216               | 31 agosto 2000   | LINEAR                      |
| 105486 - | 2000 QX216               | 31 agosto 2000   | LINEAR                      |
| 105487 - | 2000 QS219               | 20 agosto 2000   | LONEOS                      |
| 105488 - | 2000 QX220               | 21 agosto 2000   | LONEOS                      |
| 105489 - | 2000 QE221               | 21 agosto 2000   | LONEOS                      |
| 105490 - | 2000 QS223               | 24 agosto 2000   | LINEAR                      |
| 105491 - | 2000 QM227               | 31 agosto 2000   | LINEAR                      |
| 105492 - | 2000 QO227               | 31 agosto 2000   | LINEAR                      |
| 105493 - | 2000 QB228               | 31 agosto 2000   | LINEAR                      |
| 105494 - | 2000 QF228               | 31 agosto 2000   | LINEAR                      |
| 105495 - | 2000 QW228               | 31 agosto 2000   | LINEAR                      |
| 105496 - | 2000 QC229               | 31 agosto 2000   | LINEAR                      |
| 105497 - | 2000 QF229               | 31 agosto 2000   | LINEAR                      |
| 105498 - | 2000 QM230               | 31 agosto 2000   | LINEAR                      |
| 105499 - | 2000 QS230               | 31 agosto 2000   | LINEAR                      |
| 105500 - | 2000 QL231               | 29 agosto 2000   | LINEAR                      |

## 105501-105600
| Nome     | Designazione provvisoria | Data di scoperta | Scopritore  |
| -------- | ------------------------ | ---------------- | ----------- |
| 105501 - | 2000 QA232               | 29 agosto 2000   | LINEAR      |
| 105502 - | 2000 QN250               | 20 agosto 2000   | LONEOS      |
| 105503 - | 2000 RG1                 | 1 settembre 2000 | LINEAR      |
| 105504 - | 2000 RX2                 | 1 settembre 2000 | LINEAR      |
| 105505 - | 2000 RK3                 | 1 settembre 2000 | LINEAR      |
| 105506 - | 2000 RO3                 | 1 settembre 2000 | LINEAR      |
| 105507 - | 2000 RZ6                 | 1 settembre 2000 | LINEAR      |
| 105508 - | 2000 RA9                 | 3 settembre 2000 | L. Ball     |
| 105509 - | 2000 RL9                 | 1 settembre 2000 | LINEAR      |
| 105510 - | 2000 RJ11                | 1 settembre 2000 | LINEAR      |
| 105511 - | 2000 RF13                | 1 settembre 2000 | LINEAR      |
| 105512 - | 2000 RJ14                | 1 settembre 2000 | LINEAR      |
| 105513 - | 2000 RL14                | 1 settembre 2000 | LINEAR      |
| 105514 - | 2000 RO15                | 1 settembre 2000 | LINEAR      |
| 105515 - | 2000 RQ15                | 1 settembre 2000 | LINEAR      |
| 105516 - | 2000 RY15                | 1 settembre 2000 | LINEAR      |
| 105517 - | 2000 RA16                | 1 settembre 2000 | LINEAR      |
| 105518 - | 2000 RP16                | 1 settembre 2000 | LINEAR      |
| 105519 - | 2000 RP18                | 1 settembre 2000 | LINEAR      |
| 105520 - | 2000 RW22                | 1 settembre 2000 | LINEAR      |
| 105521 - | 2000 RM24                | 1 settembre 2000 | LINEAR      |
| 105522 - | 2000 RH25                | 1 settembre 2000 | LINEAR      |
| 105523 - | 2000 RC26                | 1 settembre 2000 | LINEAR      |
| 105524 - | 2000 RF26                | 1 settembre 2000 | LINEAR      |
| 105525 - | 2000 RL26                | 1 settembre 2000 | LINEAR      |
| 105526 - | 2000 RQ26                | 1 settembre 2000 | LINEAR      |
| 105527 - | 2000 RW26                | 1 settembre 2000 | LINEAR      |
| 105528 - | 2000 RZ26                | 1 settembre 2000 | LINEAR      |
| 105529 - | 2000 RG27                | 1 settembre 2000 | LINEAR      |
| 105530 - | 2000 RM27                | 1 settembre 2000 | LINEAR      |
| 105531 - | 2000 RR28                | 1 settembre 2000 | LINEAR      |
| 105532 - | 2000 RA29                | 1 settembre 2000 | LINEAR      |
| 105533 - | 2000 RB29                | 1 settembre 2000 | LINEAR      |
| 105534 - | 2000 RC29                | 1 settembre 2000 | LINEAR      |
| 105535 - | 2000 RT32                | 1 settembre 2000 | LINEAR      |
| 105536 - | 2000 RG37                | 3 settembre 2000 | LINEAR      |
| 105537 - | 2000 RH37                | 3 settembre 2000 | LINEAR      |
| 105538 - | 2000 RF39                | 5 settembre 2000 | G. Hug      |
| 105539 - | 2000 RJ39                | 1 settembre 2000 | LINEAR      |
| 105540 - | 2000 RH40                | 3 settembre 2000 | LINEAR      |
| 105541 - | 2000 RL40                | 3 settembre 2000 | LINEAR      |
| 105542 - | 2000 RR40                | 3 settembre 2000 | LINEAR      |
| 105543 - | 2000 RW40                | 3 settembre 2000 | LINEAR      |
| 105544 - | 2000 RC41                | 3 settembre 2000 | LINEAR      |
| 105545 - | 2000 RY41                | 3 settembre 2000 | LINEAR      |
| 105546 - | 2000 RM44                | 3 settembre 2000 | LINEAR      |
| 105547 - | 2000 RX44                | 3 settembre 2000 | LINEAR      |
| 105548 - | 2000 RF45                | 3 settembre 2000 | LINEAR      |
| 105549 - | 2000 RJ45                | 3 settembre 2000 | LINEAR      |
| 105550 - | 2000 RY45                | 3 settembre 2000 | LINEAR      |
| 105551 - | 2000 RW46                | 3 settembre 2000 | LINEAR      |
| 105552 - | 2000 RR49                | 5 settembre 2000 | LINEAR      |
| 105553 - | 2000 RA50                | 5 settembre 2000 | LINEAR      |
| 105554 - | 2000 RJ53                | 5 settembre 2000 | K. Korlević |
| 105555 - | 2000 RK53                | 5 settembre 2000 | K. Korlević |
| 105556 - | 2000 RU53                | 3 settembre 2000 | LINEAR      |
| 105557 - | 2000 RZ53                | 1 settembre 2000 | LINEAR      |
| 105558 - | 2000 RK54                | 3 settembre 2000 | LINEAR      |
| 105559 - | 2000 RN54                | 3 settembre 2000 | LINEAR      |
| 105560 - | 2000 RA56                | 5 settembre 2000 | LINEAR      |
| 105561 - | 2000 RB56                | 5 settembre 2000 | LINEAR      |
| 105562 - | 2000 RS57                | 7 settembre 2000 | Spacewatch  |
| 105563 - | 2000 RY58                | 7 settembre 2000 | Spacewatch  |
| 105564 - | 2000 RR60                | 3 settembre 2000 | LINEAR      |
| 105565 - | 2000 RA61                | 1 settembre 2000 | LINEAR      |
| 105566 - | 2000 RQ63                | 3 settembre 2000 | LINEAR      |
| 105567 - | 2000 RG64                | 1 settembre 2000 | LINEAR      |
| 105568 - | 2000 RN64                | 1 settembre 2000 | LINEAR      |
| 105569 - | 2000 RB65                | 1 settembre 2000 | LINEAR      |
| 105570 - | 2000 RP66                | 1 settembre 2000 | LINEAR      |
| 105571 - | 2000 RT67                | 1 settembre 2000 | LINEAR      |
| 105572 - | 2000 RQ68                | 2 settembre 2000 | LINEAR      |
| 105573 - | 2000 RF70                | 2 settembre 2000 | LINEAR      |
| 105574 - | 2000 RZ70                | 2 settembre 2000 | LINEAR      |
| 105575 - | 2000 RJ71                | 2 settembre 2000 | LINEAR      |
| 105576 - | 2000 RM72                | 2 settembre 2000 | LINEAR      |
| 105577 - | 2000 RP74                | 3 settembre 2000 | LINEAR      |
| 105578 - | 2000 RE75                | 3 settembre 2000 | LINEAR      |
| 105579 - | 2000 RE77                | 8 settembre 2000 | K. Korlević |
| 105580 - | 2000 RN78                | 8 settembre 2000 | Spacewatch  |
| 105581 - | 2000 RW80                | 1 settembre 2000 | LINEAR      |
| 105582 - | 2000 RC82                | 1 settembre 2000 | LINEAR      |
| 105583 - | 2000 RU82                | 1 settembre 2000 | LINEAR      |
| 105584 - | 2000 RV82                | 1 settembre 2000 | LINEAR      |
| 105585 - | 2000 RM83                | 1 settembre 2000 | LINEAR      |
| 105586 - | 2000 RB85                | 2 settembre 2000 | LONEOS      |
| 105587 - | 2000 RM85                | 2 settembre 2000 | LONEOS      |
| 105588 - | 2000 RT85                | 2 settembre 2000 | LINEAR      |
| 105589 - | 2000 RV85                | 2 settembre 2000 | LINEAR      |
| 105590 - | 2000 RJ86                | 2 settembre 2000 | LINEAR      |
| 105591 - | 2000 RL86                | 2 settembre 2000 | LONEOS      |
| 105592 - | 2000 RK88                | 3 settembre 2000 | LINEAR      |
| 105593 - | 2000 RN88                | 3 settembre 2000 | LINEAR      |
| 105594 - | 2000 RU88                | 3 settembre 2000 | LINEAR      |
| 105595 - | 2000 RK89                | 3 settembre 2000 | LINEAR      |
| 105596 - | 2000 RO89                | 3 settembre 2000 | LINEAR      |
| 105597 - | 2000 RA91                | 3 settembre 2000 | LINEAR      |
| 105598 - | 2000 RD91                | 3 settembre 2000 | LINEAR      |
| 105599 - | 2000 RL91                | 3 settembre 2000 | LINEAR      |
| 105600 - | 2000 RT91                | 3 settembre 2000 | LINEAR      |

## 105601-105700
| Nome                 | Designazione provvisoria | Data di scoperta  | Scopritore                   |
| -------------------- | ------------------------ | ----------------- | ---------------------------- |
| 105601 -             | 2000 RZ91                | 3 settembre 2000  | LINEAR                       |
| 105602 -             | 2000 RL93                | 4 settembre 2000  | LONEOS                       |
| 105603 -             | 2000 RS93                | 4 settembre 2000  | LONEOS                       |
| 105604 -             | 2000 RR94                | 4 settembre 2000  | LONEOS                       |
| 105605 -             | 2000 RJ95                | 4 settembre 2000  | LONEOS                       |
| 105606 -             | 2000 RV95                | 4 settembre 2000  | LONEOS                       |
| 105607 -             | 2000 RY95                | 4 settembre 2000  | LONEOS                       |
| 105608 -             | 2000 RY96                | 5 settembre 2000  | LONEOS                       |
| 105609 -             | 2000 RB98                | 5 settembre 2000  | LONEOS                       |
| 105610 -             | 2000 RG98                | 5 settembre 2000  | LONEOS                       |
| 105611 -             | 2000 RL98                | 5 settembre 2000  | LONEOS                       |
| 105612 -             | 2000 RT99                | 5 settembre 2000  | LONEOS                       |
| 105613 Odedaharonson | 2000 RX100               | 5 settembre 2000  | LONEOS                       |
| 105614 -             | 2000 RT101               | 5 settembre 2000  | LONEOS                       |
| 105615 -             | 2000 RX101               | 5 settembre 2000  | LONEOS                       |
| 105616 -             | 2000 RF102               | 5 settembre 2000  | LONEOS                       |
| 105617 -             | 2000 RJ102               | 5 settembre 2000  | LONEOS                       |
| 105618 -             | 2000 RX102               | 5 settembre 2000  | LONEOS                       |
| 105619 -             | 2000 RA104               | 6 settembre 2000  | LINEAR                       |
| 105620 -             | 2000 RE104               | 6 settembre 2000  | LINEAR                       |
| 105621 -             | 2000 RG105               | 7 settembre 2000  | LINEAR                       |
| 105622 -             | 2000 RK105               | 7 settembre 2000  | LINEAR                       |
| 105623 -             | 2000 SN1                 | 18 settembre 2000 | LINEAR                       |
| 105624 -             | 2000 ST3                 | 20 settembre 2000 | LINEAR                       |
| 105625 -             | 2000 SG4                 | 21 settembre 2000 | NEAT                         |
| 105626 -             | 2000 SW4                 | 20 settembre 2000 | LINEAR                       |
| 105627 -             | 2000 SY4                 | 20 settembre 2000 | LINEAR                       |
| 105628 -             | 2000 SG5                 | 22 settembre 2000 | LINEAR                       |
| 105629 -             | 2000 SS5                 | 22 settembre 2000 | LINEAR                       |
| 105630 -             | 2000 SZ5                 | 20 settembre 2000 | LINEAR                       |
| 105631 -             | 2000 SU7                 | 22 settembre 2000 | Spacewatch                   |
| 105632 -             | 2000 SQ8                 | 22 settembre 2000 | P. G. Comba                  |
| 105633 -             | 2000 SZ9                 | 23 settembre 2000 | LINEAR                       |
| 105634 -             | 2000 SX12                | 21 settembre 2000 | LINEAR                       |
| 105635 -             | 2000 SN13                | 21 settembre 2000 | LINEAR                       |
| 105636 -             | 2000 ST13                | 21 settembre 2000 | LINEAR                       |
| 105637 -             | 2000 SC14                | 23 settembre 2000 | LINEAR                       |
| 105638 -             | 2000 SK14                | 23 settembre 2000 | LINEAR                       |
| 105639 -             | 2000 SL15                | 23 settembre 2000 | LINEAR                       |
| 105640 -             | 2000 SP15                | 23 settembre 2000 | LINEAR                       |
| 105641 -             | 2000 SH17                | 23 settembre 2000 | LINEAR                       |
| 105642 -             | 2000 SJ17                | 23 settembre 2000 | LINEAR                       |
| 105643 -             | 2000 SF18                | 23 settembre 2000 | LINEAR                       |
| 105644 -             | 2000 SY19                | 23 settembre 2000 | LINEAR                       |
| 105645 -             | 2000 SQ20                | 23 settembre 2000 | LINEAR                       |
| 105646 -             | 2000 SL21                | 24 settembre 2000 | LINEAR                       |
| 105647 -             | 2000 SL22                | 20 settembre 2000 | NEAT                         |
| 105648 -             | 2000 SA23                | 25 settembre 2000 | K. Korlević                  |
| 105649 -             | 2000 SQ23                | 20 settembre 2000 | D. T. Durig, A. D. McDermott |
| 105650 -             | 2000 SU23                | 22 settembre 2000 | LINEAR                       |
| 105651 -             | 2000 SF24                | 24 settembre 2000 | LINEAR                       |
| 105652 -             | 2000 SU24                | 26 settembre 2000 | BATTeRS                      |
| 105653 -             | 2000 SA26                | 23 settembre 2000 | LINEAR                       |
| 105654 -             | 2000 SX26                | 23 settembre 2000 | LINEAR                       |
| 105655 -             | 2000 ST27                | 23 settembre 2000 | LINEAR                       |
| 105656 -             | 2000 SA28                | 23 settembre 2000 | LINEAR                       |
| 105657 -             | 2000 SL28                | 23 settembre 2000 | LINEAR                       |
| 105658 -             | 2000 SF29                | 24 settembre 2000 | LINEAR                       |
| 105659 -             | 2000 SV31                | 24 settembre 2000 | LINEAR                       |
| 105660 -             | 2000 SG32                | 24 settembre 2000 | LINEAR                       |
| 105661 -             | 2000 SO32                | 24 settembre 2000 | LINEAR                       |
| 105662 -             | 2000 SN36                | 24 settembre 2000 | LINEAR                       |
| 105663 -             | 2000 SZ36                | 24 settembre 2000 | LINEAR                       |
| 105664 -             | 2000 SL37                | 24 settembre 2000 | LINEAR                       |
| 105665 -             | 2000 SQ37                | 24 settembre 2000 | LINEAR                       |
| 105666 -             | 2000 SS37                | 24 settembre 2000 | LINEAR                       |
| 105667 -             | 2000 SO38                | 24 settembre 2000 | LINEAR                       |
| 105668 -             | 2000 SW38                | 24 settembre 2000 | LINEAR                       |
| 105669 -             | 2000 SW39                | 24 settembre 2000 | LINEAR                       |
| 105670 -             | 2000 SK40                | 24 settembre 2000 | LINEAR                       |
| 105671 -             | 2000 SM40                | 24 settembre 2000 | LINEAR                       |
| 105672 -             | 2000 SX40                | 24 settembre 2000 | LINEAR                       |
| 105673 -             | 2000 SL42                | 26 settembre 2000 | K. Korlević                  |
| 105674 -             | 2000 SQ42                | 25 settembre 2000 | LONEOS                       |
| 105675 Kamiukena     | 2000 ST42                | 26 settembre 2000 | A. Nakamura                  |
| 105676 -             | 2000 SM43                | 23 settembre 2000 | W. Bickel                    |
| 105677 -             | 2000 SN43                | 23 settembre 2000 | W. Bickel                    |
| 105678 -             | 2000 SM46                | 23 settembre 2000 | LINEAR                       |
| 105679 -             | 2000 SO46                | 23 settembre 2000 | LINEAR                       |
| 105680 -             | 2000 SP46                | 23 settembre 2000 | LINEAR                       |
| 105681 -             | 2000 SR46                | 23 settembre 2000 | LINEAR                       |
| 105682 -             | 2000 SD47                | 23 settembre 2000 | LINEAR                       |
| 105683 -             | 2000 SF48                | 23 settembre 2000 | LINEAR                       |
| 105684 -             | 2000 SV48                | 23 settembre 2000 | LINEAR                       |
| 105685 -             | 2000 SC51                | 23 settembre 2000 | LINEAR                       |
| 105686 -             | 2000 SG52                | 23 settembre 2000 | LINEAR                       |
| 105687 -             | 2000 SS55                | 24 settembre 2000 | LINEAR                       |
| 105688 -             | 2000 SG57                | 24 settembre 2000 | LINEAR                       |
| 105689 -             | 2000 SX57                | 24 settembre 2000 | LINEAR                       |
| 105690 -             | 2000 SA58                | 24 settembre 2000 | LINEAR                       |
| 105691 -             | 2000 SK60                | 24 settembre 2000 | LINEAR                       |
| 105692 -             | 2000 SL62                | 24 settembre 2000 | LINEAR                       |
| 105693 -             | 2000 SU62                | 24 settembre 2000 | LINEAR                       |
| 105694 -             | 2000 SV62                | 24 settembre 2000 | LINEAR                       |
| 105695 -             | 2000 SC63                | 24 settembre 2000 | LINEAR                       |
| 105696 -             | 2000 SJ63                | 24 settembre 2000 | LINEAR                       |
| 105697 -             | 2000 SV64                | 24 settembre 2000 | LINEAR                       |
| 105698 -             | 2000 SX64                | 24 settembre 2000 | LINEAR                       |
| 105699 -             | 2000 SH66                | 24 settembre 2000 | LINEAR                       |
| 105700 -             | 2000 SK67                | 24 settembre 2000 | LINEAR                       |

## 105701-105800
| Nome     | Designazione provvisoria | Data di scoperta  | Scopritore |
| -------- | ------------------------ | ----------------- | ---------- |
| 105701 - | 2000 SS67                | 24 settembre 2000 | LINEAR     |
| 105702 - | 2000 SB68                | 24 settembre 2000 | LINEAR     |
| 105703 - | 2000 SV68                | 24 settembre 2000 | LINEAR     |
| 105704 - | 2000 SF69                | 24 settembre 2000 | LINEAR     |
| 105705 - | 2000 SO69                | 24 settembre 2000 | LINEAR     |
| 105706 - | 2000 SR69                | 24 settembre 2000 | LINEAR     |
| 105707 - | 2000 SL70                | 24 settembre 2000 | LINEAR     |
| 105708 - | 2000 SB71                | 24 settembre 2000 | LINEAR     |
| 105709 - | 2000 SH71                | 24 settembre 2000 | LINEAR     |
| 105710 - | 2000 SA72                | 24 settembre 2000 | LINEAR     |
| 105711 - | 2000 SO73                | 24 settembre 2000 | LINEAR     |
| 105712 - | 2000 SO74                | 24 settembre 2000 | LINEAR     |
| 105713 - | 2000 SR74                | 24 settembre 2000 | LINEAR     |
| 105714 - | 2000 SP75                | 24 settembre 2000 | LINEAR     |
| 105715 - | 2000 SQ75                | 24 settembre 2000 | LINEAR     |
| 105716 - | 2000 SZ75                | 24 settembre 2000 | LINEAR     |
| 105717 - | 2000 SM76                | 24 settembre 2000 | LINEAR     |
| 105718 - | 2000 SN77                | 24 settembre 2000 | LINEAR     |
| 105719 - | 2000 SO77                | 24 settembre 2000 | LINEAR     |
| 105720 - | 2000 SR79                | 24 settembre 2000 | LINEAR     |
| 105721 - | 2000 ST79                | 24 settembre 2000 | LINEAR     |
| 105722 - | 2000 SF80                | 24 settembre 2000 | LINEAR     |
| 105723 - | 2000 SH81                | 24 settembre 2000 | LINEAR     |
| 105724 - | 2000 SN81                | 24 settembre 2000 | LINEAR     |
| 105725 - | 2000 SS81                | 24 settembre 2000 | LINEAR     |
| 105726 - | 2000 SW81                | 24 settembre 2000 | LINEAR     |
| 105727 - | 2000 SG82                | 24 settembre 2000 | LINEAR     |
| 105728 - | 2000 SR82                | 24 settembre 2000 | LINEAR     |
| 105729 - | 2000 SE83                | 24 settembre 2000 | LINEAR     |
| 105730 - | 2000 SN83                | 24 settembre 2000 | LINEAR     |
| 105731 - | 2000 SU83                | 24 settembre 2000 | LINEAR     |
| 105732 - | 2000 SX83                | 24 settembre 2000 | LINEAR     |
| 105733 - | 2000 SP84                | 24 settembre 2000 | LINEAR     |
| 105734 - | 2000 SS84                | 24 settembre 2000 | LINEAR     |
| 105735 - | 2000 SG85                | 24 settembre 2000 | LINEAR     |
| 105736 - | 2000 SK86                | 24 settembre 2000 | LINEAR     |
| 105737 - | 2000 SL88                | 24 settembre 2000 | LINEAR     |
| 105738 - | 2000 SU88                | 24 settembre 2000 | LINEAR     |
| 105739 - | 2000 SY88                | 25 settembre 2000 | LINEAR     |
| 105740 - | 2000 SF89                | 22 settembre 2000 | LINEAR     |
| 105741 - | 2000 SJ89                | 27 settembre 2000 | LINEAR     |
| 105742 - | 2000 SH90                | 22 settembre 2000 | LINEAR     |
| 105743 - | 2000 SA91                | 22 settembre 2000 | LINEAR     |
| 105744 - | 2000 SR91                | 23 settembre 2000 | LINEAR     |
| 105745 - | 2000 SE92                | 23 settembre 2000 | LINEAR     |
| 105746 - | 2000 SP92                | 23 settembre 2000 | LINEAR     |
| 105747 - | 2000 SA93                | 23 settembre 2000 | LINEAR     |
| 105748 - | 2000 SG94                | 23 settembre 2000 | LINEAR     |
| 105749 - | 2000 SK94                | 23 settembre 2000 | LINEAR     |
| 105750 - | 2000 SY94                | 23 settembre 2000 | LINEAR     |
| 105751 - | 2000 SX95                | 23 settembre 2000 | LINEAR     |
| 105752 - | 2000 SC97                | 23 settembre 2000 | LINEAR     |
| 105753 - | 2000 SU97                | 23 settembre 2000 | LINEAR     |
| 105754 - | 2000 SM98                | 23 settembre 2000 | LINEAR     |
| 105755 - | 2000 SA99                | 23 settembre 2000 | LINEAR     |
| 105756 - | 2000 SV99                | 23 settembre 2000 | LINEAR     |
| 105757 - | 2000 SF100               | 23 settembre 2000 | LINEAR     |
| 105758 - | 2000 SP100               | 23 settembre 2000 | LINEAR     |
| 105759 - | 2000 SF101               | 24 settembre 2000 | LINEAR     |
| 105760 - | 2000 ST101               | 24 settembre 2000 | LINEAR     |
| 105761 - | 2000 SU101               | 24 settembre 2000 | LINEAR     |
| 105762 - | 2000 SJ104               | 24 settembre 2000 | LINEAR     |
| 105763 - | 2000 SV104               | 24 settembre 2000 | LINEAR     |
| 105764 - | 2000 ST106               | 24 settembre 2000 | LINEAR     |
| 105765 - | 2000 SX106               | 24 settembre 2000 | LINEAR     |
| 105766 - | 2000 SB107               | 24 settembre 2000 | LINEAR     |
| 105767 - | 2000 SE107               | 24 settembre 2000 | LINEAR     |
| 105768 - | 2000 SH107               | 24 settembre 2000 | LINEAR     |
| 105769 - | 2000 SW107               | 24 settembre 2000 | LINEAR     |
| 105770 - | 2000 SA108               | 24 settembre 2000 | LINEAR     |
| 105771 - | 2000 SG108               | 24 settembre 2000 | LINEAR     |
| 105772 - | 2000 ST108               | 24 settembre 2000 | LINEAR     |
| 105773 - | 2000 SC111               | 24 settembre 2000 | LINEAR     |
| 105774 - | 2000 SX111               | 24 settembre 2000 | LINEAR     |
| 105775 - | 2000 SY112               | 24 settembre 2000 | LINEAR     |
| 105776 - | 2000 SG113               | 24 settembre 2000 | LINEAR     |
| 105777 - | 2000 SX113               | 24 settembre 2000 | LINEAR     |
| 105778 - | 2000 SW114               | 24 settembre 2000 | LINEAR     |
| 105779 - | 2000 SA115               | 24 settembre 2000 | LINEAR     |
| 105780 - | 2000 SH115               | 24 settembre 2000 | LINEAR     |
| 105781 - | 2000 SM115               | 24 settembre 2000 | LINEAR     |
| 105782 - | 2000 SR115               | 24 settembre 2000 | LINEAR     |
| 105783 - | 2000 SM118               | 24 settembre 2000 | LINEAR     |
| 105784 - | 2000 SV118               | 24 settembre 2000 | LINEAR     |
| 105785 - | 2000 SY119               | 24 settembre 2000 | LINEAR     |
| 105786 - | 2000 SD120               | 24 settembre 2000 | LINEAR     |
| 105787 - | 2000 SM120               | 24 settembre 2000 | LINEAR     |
| 105788 - | 2000 SB121               | 24 settembre 2000 | LINEAR     |
| 105789 - | 2000 SR121               | 24 settembre 2000 | LINEAR     |
| 105790 - | 2000 SG122               | 24 settembre 2000 | LINEAR     |
| 105791 - | 2000 SH122               | 24 settembre 2000 | LINEAR     |
| 105792 - | 2000 SK122               | 24 settembre 2000 | LINEAR     |
| 105793 - | 2000 SN122               | 24 settembre 2000 | LINEAR     |
| 105794 - | 2000 SV122               | 24 settembre 2000 | LINEAR     |
| 105795 - | 2000 SA123               | 24 settembre 2000 | LINEAR     |
| 105796 - | 2000 SR123               | 24 settembre 2000 | LINEAR     |
| 105797 - | 2000 SD124               | 24 settembre 2000 | LINEAR     |
| 105798 - | 2000 SE125               | 24 settembre 2000 | LINEAR     |
| 105799 - | 2000 SV126               | 24 settembre 2000 | LINEAR     |
| 105800 - | 2000 SG127               | 24 settembre 2000 | LINEAR     |

## 105801-105900
| Nome     | Designazione provvisoria | Data di scoperta  | Scopritore                  |
| -------- | ------------------------ | ----------------- | --------------------------- |
| 105801 - | 2000 SK128               | 24 settembre 2000 | LINEAR                      |
| 105802 - | 2000 SV128               | 24 settembre 2000 | LINEAR                      |
| 105803 - | 2000 SH132               | 22 settembre 2000 | LINEAR                      |
| 105804 - | 2000 SY133               | 23 settembre 2000 | LINEAR                      |
| 105805 - | 2000 SL135               | 23 settembre 2000 | LINEAR                      |
| 105806 - | 2000 ST135               | 23 settembre 2000 | LINEAR                      |
| 105807 - | 2000 SY135               | 23 settembre 2000 | LINEAR                      |
| 105808 - | 2000 SZ135               | 23 settembre 2000 | LINEAR                      |
| 105809 - | 2000 SJ136               | 23 settembre 2000 | LINEAR                      |
| 105810 - | 2000 SR138               | 23 settembre 2000 | LINEAR                      |
| 105811 - | 2000 SY138               | 23 settembre 2000 | LINEAR                      |
| 105812 - | 2000 SZ138               | 23 settembre 2000 | LINEAR                      |
| 105813 - | 2000 ST140               | 23 settembre 2000 | LINEAR                      |
| 105814 - | 2000 SW140               | 23 settembre 2000 | LINEAR                      |
| 105815 - | 2000 SB141               | 23 settembre 2000 | LINEAR                      |
| 105816 - | 2000 SJ141               | 23 settembre 2000 | LINEAR                      |
| 105817 - | 2000 SC142               | 23 settembre 2000 | LINEAR                      |
| 105818 - | 2000 SM142               | 23 settembre 2000 | LINEAR                      |
| 105819 - | 2000 SN142               | 23 settembre 2000 | LINEAR                      |
| 105820 - | 2000 SP142               | 23 settembre 2000 | LINEAR                      |
| 105821 - | 2000 SQ142               | 23 settembre 2000 | LINEAR                      |
| 105822 - | 2000 SZ142               | 23 settembre 2000 | LINEAR                      |
| 105823 - | 2000 SF143               | 23 settembre 2000 | LINEAR                      |
| 105824 - | 2000 SW143               | 24 settembre 2000 | LINEAR                      |
| 105825 - | 2000 SG144               | 24 settembre 2000 | LINEAR                      |
| 105826 - | 2000 SD145               | 24 settembre 2000 | LINEAR                      |
| 105827 - | 2000 SM146               | 24 settembre 2000 | LINEAR                      |
| 105828 - | 2000 SR146               | 24 settembre 2000 | LINEAR                      |
| 105829 - | 2000 SH147               | 24 settembre 2000 | LINEAR                      |
| 105830 - | 2000 SC148               | 24 settembre 2000 | LINEAR                      |
| 105831 - | 2000 SD148               | 24 settembre 2000 | LINEAR                      |
| 105832 - | 2000 SM148               | 24 settembre 2000 | LINEAR                      |
| 105833 - | 2000 SA150               | 24 settembre 2000 | LINEAR                      |
| 105834 - | 2000 SC150               | 24 settembre 2000 | LINEAR                      |
| 105835 - | 2000 SW150               | 24 settembre 2000 | LINEAR                      |
| 105836 - | 2000 SJ152               | 24 settembre 2000 | LINEAR                      |
| 105837 - | 2000 ST152               | 24 settembre 2000 | LINEAR                      |
| 105838 - | 2000 SZ152               | 24 settembre 2000 | LINEAR                      |
| 105839 - | 2000 SC154               | 24 settembre 2000 | LINEAR                      |
| 105840 - | 2000 SK155               | 24 settembre 2000 | LINEAR                      |
| 105841 - | 2000 ST155               | 24 settembre 2000 | LINEAR                      |
| 105842 - | 2000 SJ156               | 24 settembre 2000 | LINEAR                      |
| 105843 - | 2000 SD160               | 22 settembre 2000 | LINEAR                      |
| 105844 - | 2000 SH160               | 27 settembre 2000 | LINEAR                      |
| 105845 - | 2000 SB163               | 27 settembre 2000 | BATTeRS                     |
| 105846 - | 2000 SK164               | 25 settembre 2000 | LINEAR                      |
| 105847 - | 2000 SD165               | 23 settembre 2000 | LINEAR                      |
| 105848 - | 2000 SK165               | 23 settembre 2000 | LINEAR                      |
| 105849 - | 2000 SL165               | 23 settembre 2000 | LINEAR                      |
| 105850 - | 2000 SN165               | 23 settembre 2000 | LINEAR                      |
| 105851 - | 2000 ST165               | 23 settembre 2000 | LINEAR                      |
| 105852 - | 2000 SV165               | 23 settembre 2000 | LINEAR                      |
| 105853 - | 2000 SY165               | 23 settembre 2000 | LINEAR                      |
| 105854 - | 2000 SB167               | 23 settembre 2000 | LINEAR                      |
| 105855 - | 2000 SD167               | 23 settembre 2000 | LINEAR                      |
| 105856 - | 2000 SH167               | 23 settembre 2000 | LINEAR                      |
| 105857 - | 2000 SZ167               | 23 settembre 2000 | LINEAR                      |
| 105858 - | 2000 SW169               | 24 settembre 2000 | LINEAR                      |
| 105859 - | 2000 SY169               | 24 settembre 2000 | LINEAR                      |
| 105860 - | 2000 SJ170               | 24 settembre 2000 | LINEAR                      |
| 105861 - | 2000 SP170               | 24 settembre 2000 | LINEAR                      |
| 105862 - | 2000 SU170               | 24 settembre 2000 | LINEAR                      |
| 105863 - | 2000 SZ170               | 24 settembre 2000 | LINEAR                      |
| 105864 - | 2000 SC171               | 24 settembre 2000 | LINEAR                      |
| 105865 - | 2000 SE171               | 24 settembre 2000 | LINEAR                      |
| 105866 - | 2000 SH171               | 24 settembre 2000 | LINEAR                      |
| 105867 - | 2000 ST171               | 26 settembre 2000 | LINEAR                      |
| 105868 - | 2000 SC173               | 28 settembre 2000 | LINEAR                      |
| 105869 - | 2000 SJ173               | 28 settembre 2000 | LINEAR                      |
| 105870 - | 2000 ST173               | 28 settembre 2000 | LINEAR                      |
| 105871 - | 2000 SK174               | 28 settembre 2000 | LINEAR                      |
| 105872 - | 2000 SZ174               | 28 settembre 2000 | LINEAR                      |
| 105873 - | 2000 SB176               | 28 settembre 2000 | LINEAR                      |
| 105874 - | 2000 SF176               | 28 settembre 2000 | LINEAR                      |
| 105875 - | 2000 SD177               | 28 settembre 2000 | LINEAR                      |
| 105876 - | 2000 SF177               | 28 settembre 2000 | LINEAR                      |
| 105877 - | 2000 SJ177               | 28 settembre 2000 | LINEAR                      |
| 105878 - | 2000 SP177               | 28 settembre 2000 | LINEAR                      |
| 105879 - | 2000 SQ177               | 28 settembre 2000 | LINEAR                      |
| 105880 - | 2000 SW177               | 28 settembre 2000 | LINEAR                      |
| 105881 - | 2000 SZ178               | 28 settembre 2000 | LINEAR                      |
| 105882 - | 2000 SL179               | 28 settembre 2000 | LINEAR                      |
| 105883 - | 2000 SY179               | 28 settembre 2000 | LINEAR                      |
| 105884 - | 2000 SB180               | 28 settembre 2000 | LINEAR                      |
| 105885 - | 2000 SW180               | 17 settembre 2000 | Uppsala-DLR Asteroid Survey |
| 105886 - | 2000 SP181               | 19 settembre 2000 | NEAT                        |
| 105887 - | 2000 SM182               | 20 settembre 2000 | LINEAR                      |
| 105888 - | 2000 SP182               | 20 settembre 2000 | Spacewatch                  |
| 105889 - | 2000 SU182               | 20 settembre 2000 | Spacewatch                  |
| 105890 - | 2000 SB183               | 20 settembre 2000 | Spacewatch                  |
| 105891 - | 2000 SF183               | 20 settembre 2000 | Spacewatch                  |
| 105892 - | 2000 SO183               | 20 settembre 2000 | NEAT                        |
| 105893 - | 2000 SD184               | 20 settembre 2000 | Spacewatch                  |
| 105894 - | 2000 SE185               | 20 settembre 2000 | NEAT                        |
| 105895 - | 2000 SE187               | 21 settembre 2000 | NEAT                        |
| 105896 - | 2000 SG187               | 21 settembre 2000 | NEAT                        |
| 105897 - | 2000 ST187               | 21 settembre 2000 | NEAT                        |
| 105898 - | 2000 SC188               | 21 settembre 2000 | NEAT                        |
| 105899 - | 2000 SH189               | 22 settembre 2000 | Spacewatch                  |
| 105900 - | 2000 SJ190               | 23 settembre 2000 | LINEAR                      |

## 105901-106000
| Nome     | Designazione provvisoria | Data di scoperta  | Scopritore |
| -------- | ------------------------ | ----------------- | ---------- |
| 105901 - | 2000 SG192               | 24 settembre 2000 | LINEAR     |
| 105902 - | 2000 SQ192               | 24 settembre 2000 | Spacewatch |
| 105903 - | 2000 SJ196               | 24 settembre 2000 | LINEAR     |
| 105904 - | 2000 SB197               | 24 settembre 2000 | LINEAR     |
| 105905 - | 2000 SL199               | 24 settembre 2000 | LINEAR     |
| 105906 - | 2000 SA200               | 24 settembre 2000 | LINEAR     |
| 105907 - | 2000 SN200               | 24 settembre 2000 | LINEAR     |
| 105908 - | 2000 SO200               | 24 settembre 2000 | LINEAR     |
| 105909 - | 2000 SZ201               | 24 settembre 2000 | LINEAR     |
| 105910 - | 2000 SY202               | 24 settembre 2000 | LINEAR     |
| 105911 - | 2000 SB205               | 24 settembre 2000 | LINEAR     |
| 105912 - | 2000 SD205               | 24 settembre 2000 | LINEAR     |
| 105913 - | 2000 SF205               | 24 settembre 2000 | LINEAR     |
| 105914 - | 2000 ST205               | 24 settembre 2000 | LINEAR     |
| 105915 - | 2000 SU205               | 24 settembre 2000 | LINEAR     |
| 105916 - | 2000 SJ207               | 24 settembre 2000 | LINEAR     |
| 105917 - | 2000 SW207               | 24 settembre 2000 | LINEAR     |
| 105918 - | 2000 SS208               | 25 settembre 2000 | LINEAR     |
| 105919 - | 2000 SR209               | 25 settembre 2000 | LINEAR     |
| 105920 - | 2000 SX209               | 25 settembre 2000 | LINEAR     |
| 105921 - | 2000 SA210               | 25 settembre 2000 | LINEAR     |
| 105922 - | 2000 SB210               | 25 settembre 2000 | LINEAR     |
| 105923 - | 2000 SX210               | 25 settembre 2000 | LINEAR     |
| 105924 - | 2000 SH211               | 25 settembre 2000 | LINEAR     |
| 105925 - | 2000 SD213               | 25 settembre 2000 | LINEAR     |
| 105926 - | 2000 SE218               | 26 settembre 2000 | LINEAR     |
| 105927 - | 2000 SV218               | 26 settembre 2000 | LINEAR     |
| 105928 - | 2000 SA219               | 26 settembre 2000 | LINEAR     |
| 105929 - | 2000 SU219               | 26 settembre 2000 | LINEAR     |
| 105930 - | 2000 SO222               | 26 settembre 2000 | LINEAR     |
| 105931 - | 2000 SV223               | 27 settembre 2000 | LINEAR     |
| 105932 - | 2000 SC224               | 27 settembre 2000 | LINEAR     |
| 105933 - | 2000 SG224               | 27 settembre 2000 | LINEAR     |
| 105934 - | 2000 SM224               | 27 settembre 2000 | LINEAR     |
| 105935 - | 2000 SP224               | 27 settembre 2000 | LINEAR     |
| 105936 - | 2000 SQ224               | 27 settembre 2000 | LINEAR     |
| 105937 - | 2000 SR225               | 27 settembre 2000 | LINEAR     |
| 105938 - | 2000 SL227               | 27 settembre 2000 | LINEAR     |
| 105939 - | 2000 SY227               | 28 settembre 2000 | LINEAR     |
| 105940 - | 2000 SR230               | 28 settembre 2000 | LINEAR     |
| 105941 - | 2000 SX230               | 28 settembre 2000 | LINEAR     |
| 105942 - | 2000 SM233               | 21 settembre 2000 | LINEAR     |
| 105943 - | 2000 SY233               | 21 settembre 2000 | LINEAR     |
| 105944 - | 2000 ST235               | 24 settembre 2000 | LINEAR     |
| 105945 - | 2000 SU237               | 25 settembre 2000 | LINEAR     |
| 105946 - | 2000 ST238               | 26 settembre 2000 | LINEAR     |
| 105947 - | 2000 SL240               | 25 settembre 2000 | LINEAR     |
| 105948 - | 2000 SZ240               | 28 settembre 2000 | LINEAR     |
| 105949 - | 2000 SE242               | 24 settembre 2000 | LINEAR     |
| 105950 - | 2000 SA243               | 24 settembre 2000 | LINEAR     |
| 105951 - | 2000 ST243               | 24 settembre 2000 | LINEAR     |
| 105952 - | 2000 SN246               | 24 settembre 2000 | LINEAR     |
| 105953 - | 2000 SY246               | 24 settembre 2000 | LINEAR     |
| 105954 - | 2000 SS248               | 24 settembre 2000 | LINEAR     |
| 105955 - | 2000 SU249               | 24 settembre 2000 | LINEAR     |
| 105956 - | 2000 SX249               | 24 settembre 2000 | LINEAR     |
| 105957 - | 2000 SX251               | 24 settembre 2000 | LINEAR     |
| 105958 - | 2000 SN252               | 24 settembre 2000 | LINEAR     |
| 105959 - | 2000 SX255               | 24 settembre 2000 | LINEAR     |
| 105960 - | 2000 ST257               | 24 settembre 2000 | LINEAR     |
| 105961 - | 2000 SY257               | 24 settembre 2000 | LINEAR     |
| 105962 - | 2000 SB258               | 24 settembre 2000 | LINEAR     |
| 105963 - | 2000 SR258               | 24 settembre 2000 | LINEAR     |
| 105964 - | 2000 SX258               | 24 settembre 2000 | LINEAR     |
| 105965 - | 2000 SL259               | 24 settembre 2000 | LINEAR     |
| 105966 - | 2000 SN259               | 24 settembre 2000 | LINEAR     |
| 105967 - | 2000 SU259               | 24 settembre 2000 | LINEAR     |
| 105968 - | 2000 SS260               | 24 settembre 2000 | LINEAR     |
| 105969 - | 2000 SX261               | 24 settembre 2000 | LINEAR     |
| 105970 - | 2000 SP262               | 25 settembre 2000 | LINEAR     |
| 105971 - | 2000 SB263               | 25 settembre 2000 | LINEAR     |
| 105972 - | 2000 SZ263               | 26 settembre 2000 | LINEAR     |
| 105973 - | 2000 SE264               | 26 settembre 2000 | LINEAR     |
| 105974 - | 2000 SX264               | 26 settembre 2000 | LINEAR     |
| 105975 - | 2000 SJ265               | 26 settembre 2000 | LINEAR     |
| 105976 - | 2000 SV265               | 26 settembre 2000 | LINEAR     |
| 105977 - | 2000 SF266               | 26 settembre 2000 | LINEAR     |
| 105978 - | 2000 SJ266               | 26 settembre 2000 | LINEAR     |
| 105979 - | 2000 SS266               | 26 settembre 2000 | LINEAR     |
| 105980 - | 2000 SN268               | 27 settembre 2000 | LINEAR     |
| 105981 - | 2000 SS268               | 27 settembre 2000 | LINEAR     |
| 105982 - | 2000 SV268               | 27 settembre 2000 | LINEAR     |
| 105983 - | 2000 SE269               | 27 settembre 2000 | LINEAR     |
| 105984 - | 2000 SQ269               | 27 settembre 2000 | LINEAR     |
| 105985 - | 2000 ST269               | 27 settembre 2000 | LINEAR     |
| 105986 - | 2000 SX269               | 27 settembre 2000 | LINEAR     |
| 105987 - | 2000 SN270               | 27 settembre 2000 | LINEAR     |
| 105988 - | 2000 SD271               | 27 settembre 2000 | LINEAR     |
| 105989 - | 2000 SV271               | 27 settembre 2000 | LINEAR     |
| 105990 - | 2000 SP273               | 28 settembre 2000 | LINEAR     |
| 105991 - | 2000 SC274               | 28 settembre 2000 | LINEAR     |
| 105992 - | 2000 SR275               | 28 settembre 2000 | LINEAR     |
| 105993 - | 2000 SZ277               | 30 settembre 2000 | LINEAR     |
| 105994 - | 2000 SG278               | 30 settembre 2000 | LINEAR     |
| 105995 - | 2000 SN280               | 30 settembre 2000 | LINEAR     |
| 105996 - | 2000 SZ280               | 26 settembre 2000 | LINEAR     |
| 105997 - | 2000 SH281               | 23 settembre 2000 | LINEAR     |
| 105998 - | 2000 SC283               | 23 settembre 2000 | LINEAR     |
| 105999 - | 2000 SG283               | 23 settembre 2000 | LINEAR     |
| 106000 - | 2000 SJ283               | 23 settembre 2000 | LINEAR     |